# Agnese Lāce
Agnese Lāce, née le 23 août 1987 à Talsi, est une personnalité politique lettone, membre du parti des Progressistes. 

## Biographie
Agnese Lāce commence sa carrière professionnelle dans la recherche à l'Université de Lettonie puis comme conseillère auprès de l'Agence des Nations Unies pour les réfugiés. Elle travaille chez Providus de 2016 à 2023.
Elle est secrétaire parlementaire du ministre de la Culture de 2023 à 2024. 
Elle est ministre de la Culture du gouvernement Siliņa depuis le 20 juin 2024.  